# 호스슈벤드 전투
호스슈벤드 전투(The Battle of Horseshoe Bend, 토호페카, 콜로코 리타빅스비 또는 호스슈 전투로 알려져 있음)는 1812년 전쟁 중 앨라배마 중부에서 벌어진 전투이다. 1814년 3월 27일, 앤드루 잭슨 이 이끄는 미합중국군과 인디언 연합은 미국의 팽창을 반대하는 크리크 족 지파인 레드스틱스 족들을 물리쳐서 사실상 크리크 전쟁을 종식시켰다.

## 배경
이 싸움 자체에는 영국군과 캐나다 군과의 관계가 없었지만, 크리크 족의 내전으로 시작된 크리크 전쟁의 발단에 영국군과 영국 연합파인 쇼니 족 인디언 추장 테쿰세의 교사가 있었기 때문에, 미영 전쟁(1812-1815)의 일부로 간주하고 있다. 크리크 전쟁에 개입하게 된 미군은 앤드류 잭슨이 중심이 되어 앨라배마 부근의 미국인 개척지에 대한 인디언의 위협을 제거하려고 했다.
호스슈 벤드 전투는 일련의 전투 중 가장 규모가 큰 전투였다. 잭슨은 테네시 민병대 활동을 지휘, 훈련을 통해 싸울 군대를 준비하고 있었다. 이것은 제39 미국 육군 보병 연대와 체로키 족과 레드 스틱스와 싸우고 있었던 로우 크리크 족 인디언 총원 600여명이 동참했다.
1814년 봄, 윌리엄 요새를 출발한 연합군은, 앨라배마 중앙부의 "호스 슈 벤드"라는 탈라푸사 강 굴곡부 근처에 진을 치고 있던 붉은 막대기 부족 지도자 중 한 사람인 토호페카 부대를 쫓아 진군했다. 잭슨 군은 숲을 빠져나와 적의 숙영지에서 10 km 이내의 거리에 도착했다. 잭슨은 커피 장군과 승마 보병 부대와 연합 인디언 부대를 강을 건너 남쪽으로 레드 스틱스의 숙영지를 포위하기 위해 파견했다. 잭슨 자신은 나머지 보병 부대 2,000명을 이끌고 숙영지의 북쪽에 진을 쳤다.